# 우울성 품행장애
우울성 품행장애(Depressive conduct disorder)는 소아기 품행장애와 함께 현저하고도 지속적으로 우울기분이 있는 경우를 말한다. 수면과 식욕의 장애가 공존하는 경우도 있다.